# آباتیا
آباتیا (به پرتغالی: Abatiá) یک سکونتگاه مسکونی در برزیل است که در پارانا واقع شده‌است.